# 慈徳寺
慈徳寺（じとくじ）は福島県福島市佐原にある曹洞宗の寺院。山号は宝珠山。

## 歴史
慈徳寺は福島市郊外・佐原地区の里山の中腹に位置する。本堂、観音堂（信達三十三観音第六番札所）、愛宕堂などの建造物のほか、伊達輝宗首塚、「種まき桜」と称されるしだれ桜がある。16世紀頃開かれたといわれ、当初は「寿徳寺」と称していたが、奥州仕置で伊達氏が岩出山へ国替えになった際に寿徳寺も遷された。その後、江戸時代になって再興されて以降現在の名前になった。ちなみに伊達氏が岩出山へ遷した「宝珠山寿徳寺(壽徳寺)」は現在仙台市青葉区国見１丁目15-1に存在する。

## 境内の名所

### 伊達輝宗首塚
天正13年(1585)、米沢城主・伊達政宗の父で当時宮森城に在った伊達輝宗は、二本松城主・二本松義継に拉致され、阿武隈川河畔の高田原において殺害された。当時小浜城に居た政宗は父の遺体を慈徳寺へ運び、ここで荼毘に付した。そのため、「首塚」というよりは「火葬塚」と称するべきなのであろうが、古くから首塚と言い伝えられているという。現在は観音堂裏手の大岩の上に五輪塔の上部二輪のみ残されており、伊達家の家紋が刻まれている。ちなみに輝宗の墓所は山形県高畠町夏刈の資福寺跡境内に、位牌は前述の仙台市の壽徳寺に残されている。

### 種まき桜
本堂前にある根回り2.7m、樹高12.3mのしだれ桜で、樹齢は約300年であるという。慈徳寺のある佐原地区の人は桜が開花すると苗代に種まきをはじめたことから「種まき桜」と呼ばれてきた。現在は福島市天然記念物に指定されている。

### 樹木葬墓地
焼骨を地中に埋め、その上に樹を植えて墓標とする自然葬の一つ。全国で11番目、県内では初の形式となる。
墓地の整備は、すべて檀家の労働布施でおこなわれ。重機は使わず、自然を可能な限り残している。
慈徳寺では信仰、宗派に関係なく永代供養をするとしている。

## アクセス
福島駅西口からバスで約30分、「あづま陸上競技場」下車。徒歩30分。